# Bundesamt für Wehrverwaltung
Das Bundesamt für Wehrverwaltung (BAWV) war eine Bundesoberbehörde im Geschäftsbereich des Bundesministeriums der Verteidigung. Es wurde am 1. August 1962 als Bundeswehrverwaltungsamt (BWVA) in Bonn aufgestellt, am 2. Januar 1974 in Bundeswehrverwaltungsamt/Amt für Datenverarbeitung (BWVA/ADBw) und schließlich 1991 in Bundesamt für Wehrverwaltung (BAWV) umbenannt. Letzter Präsident war bis zur Auflösung des Amtes zum 1. Dezember 2012 Matthias Leckel.
Nach der Auflösung im Rahmen der Neuausrichtung der Bundeswehr gingen Aufgaben des Bundesamtes für Wehrverwaltung an die neu errichteten Behörden Bundesamt für Infrastruktur, Umweltschutz und Dienstleistungen der Bundeswehr (BAIUDBw), Bildungszentrum der Bundeswehr (BiZBw) und  Bundesamt für das Personalmanagement der Bundeswehr (BAPersBw) über.
Das Amt hatte zentrale Aufgaben der Territorialen Wehrverwaltung wahrzunehmen. Es gliederte sich in fünf Abteilungen:
- ZA Zentralangelegenheiten
- RD Rechnungswesen und Dienstleistungsmanagement
- PS Personal- und Sozialangelegenheiten
- IU Infrastruktur- und Umweltschutzangelegenheiten, zentraler Arbeitsschutz
- WR Wehrersatz- und Rechtsangelegenheiten

Neben den fünf Abteilungen war als Stabsstelle das „Einsatzführungszentrum Territoriale Wehrverwaltung“ eingerichtet. Dieses war zuständig für die Planung, Steuerung und Durchführung der zivilen Beteiligungen bei Einsätzen und Übungen im Ausland. Damit sollte die verwaltungsmäßige Unterstützung der Bundeswehr vor Ort sichergestellt werden.
Dem Amt unmittelbar nachgeordnet waren die Bundeswehrverwaltungsstellen im Ausland, das Verpflegungsamt der Bundeswehr sowie die Bundeswehrfachschulen.
Das Amt war durchgehend in Bonn untergebracht. Bis 1965 hatte es seine Dienstliegenschaft in der Immenburgstraße, danach am Bonner Talweg 177. Im Jahr 2000 zog es in die Ermekeilkaserne (Ermekeilstraße 27) um. Teile des Amtes waren in vier weiteren Liegenschaften in Bonn untergebracht. Ab 1974 war Eberhard Nöller der Präsident. 